# John van Loen
Johannes Maria van Loen, detto John (Utrecht, 4 febbraio 1965), è un ex calciatore olandese, di ruolo attaccante.

## Palmarès

### Competizioni nazionali
- KNVB beker: 4

Utrecht: 1984-1985
Ajax: 1992-1993
Feyenoord: 1993-1994, 1994-1995
- Campionato belga: 1

Anderlecht: 1990-1991
- Coppa di Cipro: 1

APOEL: 1998-1999

### Competizioni internazionali
- Coppa UEFA: 1

Ajax: 1991-1992